# Everbeek-Beneden
Everbeek-Beneden is een dorp in Everbeek, deelgemeente van Brakel in de Belgische provincie Oost-Vlaanderen. Everbeek-Beneden ligt in het zuidoostelijk deel van deelgemeente Everbeek; in het noordwesten ligt Everbeek-Boven. Beide kernen liggen zo'n 2,5 kilometer van elkaar.
Everbeek-Beneden omvat de oude dorpskern. Deze kern bevindt zich nabij de taalgrens die samenvalt met de provinciegrens met Henegouwen. 

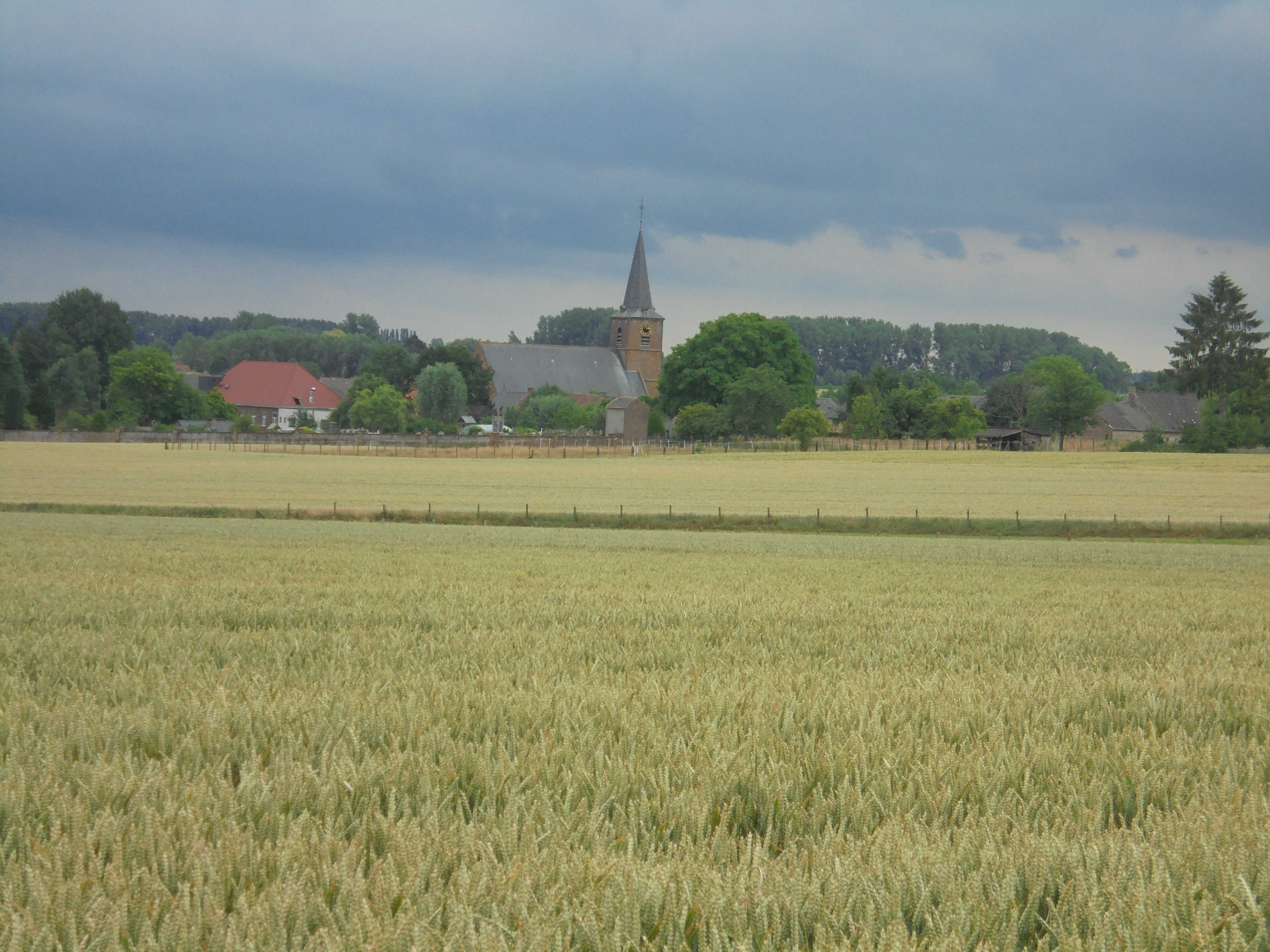
Zicht op Everbeek

## Geschiedenis
Tijdens het ancien régime behoorde de plaats tot de kasselrij Ath in het Graafschap Henegouwen. De Ferrariskaart uit de jaren 1770 toont hier het dorp Everbecq.
Toen op het eind van het ancien régime, tijdens de Franse bezetting op het eind van de 18de eeuw, de gemeenten werden gecreëerd, werden deze plaats ondergebracht in de gemeente Everbeek in het Departement Jemmapes, de latere provincie Henegouwen.
In de jaren 1960 werd de taalgrens vastgelegd. De gemeente Everbeek werd daarbij overgeheveld van de Franstalige provincie Henegouwen naar de Nederlandstalige provincie Oost-Vlaanderen.

## Bezienswaardigheden
- De Onze-Lieve-Vrouwekerk op een plaats waar al in de romaanse periode een kerkgebouw stond.
- Het Franciscanessenklooster
- Het Kasteel d'Harveng.
- De Korootkapel
- De Kapellekoutermolen
- De Terkleppemolen

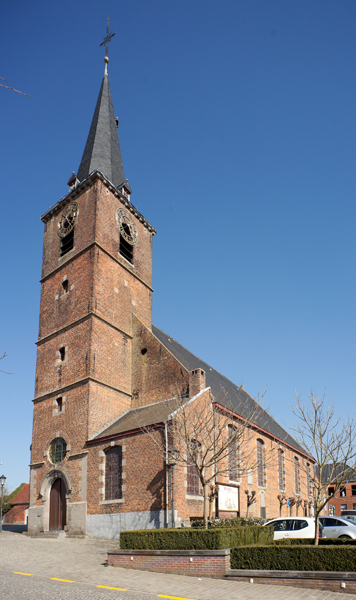
Onze-Lieve-Vrouwekerk

## Natuur en landschap
Everbeek-Beneden bevindt zich in de Vlaamse Ardennen aan de Terkleppebeek en de Binchebeek. De kom bevindt zich op een hoogte van 37 meter. Naar het noorden en westen toe neemt de hoogte toe tot meer dan 60 meter.

## Nabijgelegen kernen
Everbeek-Boven, Parike, Zarlardinge, Ghoy
Deelgemeenten: Elst · Everbeek · Michelbeke · Nederbrakel · Opbrakel · Parike · Zegelsem

Overige dorpen, gehuchten en wijken: Boekkouter · Everbeek-Beneden · Everbeek-Boven · Hutte · Rovorst · Sint-Maria-Oudenhove (deels) · Verrebeek 

Belgische gemeenten · Arrondissement Oudenaarde · Oost-Vlaanderen · Vlaanderen